# Rudna vas
Rudna vas este o localitate din comuna Radeče, Slovenia, cu o populație de 19 locuitori.